# Кантри Вок (Флорида)
Кантри Вок (енгл. Country Walk) насељено је место без административног статуса у америчкој савезној држави Флорида.

## Демографија
По попису из 2010. године број становника је 15.997, што је 5.344 (50,2%) становника више него 2000. године.
| Група             | 2000.         | 2010.          |
| Белци             | 3.049 (28,6%) | 2.657 (16,6%)  |
| Афроамериканци    | 1.136 (10,7%) | 1.595 (10,0%)  |
| Азијати           | 268 (2,5%)    | 427 (2,7%)     |
| Хиспаноамериканци | 5.980 (56,1%) | 11.234 (70,2%) |
| Укупно            | 10.653        | 15.997         |